# Balakata luzonica
Balakata luzonica är en törelväxtart som först beskrevs av António José Rodrigo Vidal, och fick sitt nu gällande namn av Hans-Joachim Esser. Balakata luzonica ingår i släktet Balakata och familjen törelväxter. IUCN kategoriserar arten globalt som sårbar. Inga underarter finns listade i Catalogue of Life.